# 1660 en philosophie
Chronologie de la philosophie
- 1656
- 1657
- 1658
- 1659
- 1660
- 1661
- 1662
- 1663
- 1664

L’année 1660 a été marquée, en philosophie, par les événements suivants :

## Publications
- L’Art de persuader est une œuvre philosophique de Blaise Pascal. Rédigé vers 1660, à une période de forte opposition entre Jansénistes et Jésuites, ce texte s’inscrit dans un combat théologique[1].

- Comenius : Ecclesiae Slavonicae brevis historiola, 1660, Amsterdam - une histoire de l'Église slave.

- Thomas Hobbes : 
  - Examinatio et emendatio mathematicæ hodiernæ, (1660), OL IV, 1-232.
  - Behemoth, or the Long Parliament, (1660-1668 publié à titre posthume en 1682), éd. T. Tönnies, revue par M.M. Goldsmith, Londres, F. Cass, 1969.
    - Béhémoth ou le Long Parlement, introduction, traduction et notes par L. Borot, Œuvres traduites, T. IX, Paris, Vrin, 1990.

  - Historia ecclesiastica carmine elegiaco concinnata (1660, publié à titre posthume en 1688), OL V, 341-408.

- Henry More : Seize axiomes kabbalistiques (vers 1660)

- John Smith (philosophe) : Select Discourses of Divinity.  Ses discours choisis de théologie ne sont édités qu'après sa mort[2],  par John Worthington, un de ses proches, étudiant au même collège (réédition  en anglais  Palala Press, 2018, 640 pages).